# Eustomias schmidti
Eustomias schmidti es una especie de pez de la familia Stomiidae en el orden de los Stomiiformes.

## Morfología
• Los machos pueden llegar alcanzar los 21,2 cm de longitud total.

## Hábitat
Es un pez de mar y de aguas profundas que vive entre 50-150 m de profundidad.

## Distribución geográfica
Se encuentra en el  Atlántico y el Pacífico  (entre 35 a 40 ° N y 30-35 ° S).